# Kysucké Nové Mesto
Kysucké Nové Mesto (în germană Kusitz-Neustadtl, în maghiară Kisucaújhely) este un oraș din Slovacia cu 16.778 locuitori.

## Demografie
| An:                | 1994   | 2004   | 2014   | 2024   |
| ------------------ | ------ | ------ | ------ | ------ |
| Număr de persoane: | 16.165 | 16.501 | 15.431 | 14.306 |
| Diferență:         |        | +2,07% | −6,48% | −7,29% |

| An:                | 2023   | 2024   |
| ------------------ | ------ | ------ |
| Număr de persoane: | 14.380 | 14.306 |
| Diferență:         |        | −0,51% |